# Distribución de Dirichlet
En teoría de la probabilidad y estadística, la distribución de Dirichlet (en honor a Peter Gustav Lejeune Dirichlet), generalmente denotada {\displaystyle \operatorname {Dir} (\alpha )}, es una familia de distribuciones de probabilidad continuas multivariada, parametrizadas por un vector alfa perteneciente al conjunto de los números reales positivos. Es la generalización multivariada de la distribución beta. Las distribuciones de Dirichlet frecuentemente se utilizan como distribuciones a priori en estadística Bayesiana, y de hecho la distribución de Dirichlet es el conjugado a priori de la distribución categórica y la distribución multinomial. Es decir, su función de densidad de probabilidad da como resultado la creencia de que la probabilidad de {\displaystyle K} eventos rivales son {\displaystyle X_{i}} dado que cada evento haya sido observado {\displaystyle \alpha _{i}-1} veces.
La generalización de dimensiones-infinitas de la distribución de Dirichlet es el proceso de Dirichlet.

## Función de densidad de probabilidad

Ilustrando el cambio del logaritmo de la función de densidad cuando K=3 mientras cambiamos el vector α de α=(0.3, 0.3, 0.3) a (2.0, 2.0, 2.0), manteniendo todos los s iguales entre sí.

La distribución de Dirichlet de orden {\displaystyle K\geq 2} con parámetros {\displaystyle \alpha _{1},\dots ,\alpha _{K}\geq 0} tiene una función de densidad con respecto a la Medida de Lebesgue en el espacio euclidiano {\displaystyle \mathbb {R} ^{K-1}} dada por
{\displaystyle f\left(x_{1},\dots ,x_{K};\alpha _{1},\dots ,\alpha _{K}\right)={\frac {1}{\mathrm {B} (\alpha )}}\prod _{i=1}^{K}x_{i}^{\alpha _{i}-1},}
donde {\displaystyle \{x_{i}\}_{i=1}^{K}} pertenece al {\displaystyle K-1} simplex abierto o en otras palabras:
{\displaystyle {\begin{aligned}&\sum _{i=1}^{K}x_{i}=1\\&x_{1},\dots ,x_{K}>0\end{aligned}}}
La constante de normalización es la función beta multinomial, que puede expresarse en términos de la función gamma:
{\displaystyle {\begin{aligned}\mathrm {B} ({\boldsymbol {\alpha }})&={\frac {\displaystyle \prod _{i=1}^{K}\Gamma (\alpha _{i})}{\displaystyle \Gamma \left(\sum _{i=1}^{K}\alpha _{i}\right)}}={\frac {\Gamma (\alpha _{1})\Gamma (\alpha _{2})\cdots \Gamma (\alpha _{K})}{\Gamma (\alpha _{1}+\alpha _{2}+\cdots +\alpha _{K})}}\end{aligned}}}
donde {\displaystyle {\boldsymbol {\alpha }}=(\alpha _{1},\dots ,\alpha _{K})}.

## Soporte
El soporte de la distribución de Dirichlet es el conjunto de vectores de K dimensiones {\displaystyle {\boldsymbol {x}}} cuyas entradas son números reales en el intervalo (0,1); además {\displaystyle \|{\boldsymbol {x}}\|_{1}=1}, es decir, la suma de las coordenadas es 1. Estas pueden verse como las probabilidades de un evento categórico K. Otra manera de expresar esto, es que el dominio de la distribución de Dirichlet es en sí un conjunto de distribuciones de probabilidad, específicamente el conjunto de distribuciones discretas de dimensiones K. Cabe recalcar que el término técnico para el conjunto de puntos que soportan una distribución de Dirichlet de dimensiones K es el simplex (K−1) estándar abierto, que es una generalización de un triángulo, embebido en la siguiente dimensión más alta. Por ejemplo, con K=3, el soporte es un triángulo equilátero embebido en un espacio tridimensional, con vértices en (1,0,0), (0,1,0) y (0,0,1), es decir, tocando cada uno de los ejes de coordenadas en un punto alejado en una unidad del origen.